# Dialetto cuneese
Il cuneese è un dialetto della lingua piemontese parlato nella parte occidentale della Provincia di Cuneo, più precisamente nella città di Cuneo e nei comuni della limitrofa zona pianigiana e pedemontana. L'area di diffusione di questo dialetto giunge sino alle vallate alpine, dove si trovano varietà di transizione tra il piemontese e l'occitano e varietà pienamente ascrivibili al gruppo occitano. 
Il dialetto cuneese appartiene al gruppo occidentale del piemontese, di cui fa parte anche il dialetto torinese.
Lo stretto legame tra torinese e cuneese è stato definito per la prima volta da Bernardino Biondelli, che nel Saggio sui Dialetti Gallo-Italici del 1853 già lo raggruppava sotto la stessa definizione considerandolo il blocco principale della lingua piemontese. Oggi la denominazione ufficiale del blocco torinese/cuneese è "Piemontese occidentale".

## Classificazione
Mattia Ravera (2018/19) ha proposto una suddivisione delle varietà cuneesi che per certi versi ricalca quella presentata da Nicola Duberti per l'area monregalese: 
- Cuneese urbano;
- Cuneese rustico;
- Cuneese arcaico;
- Cuneese di transizione con l'occitano.

## Cuneese urbano
Si parla nella città di Cuneo e negli altri centri di medie dimensioni della pianura (come Fossano). Del tutto analogo al torinese, tale varietà ha profondamente influenzato gran parte delle parlate delle aree limitrofe, tra cui quelle di Borgo San Dalmazzo, Caraglio, Centallo o Villafalletto, che mantengono tuttavia alcune specificità precedenti alla diffusione dell’alto-piemontese. 

## Cuneese rustico
Viene parlato nelle frazioni del Comune di Cuneo e nei comuni limitrofi (Borgo San Dalmazzo, Beinette, Castelletto Stura, Centallo, Tarantasca, Villafalletto, Busca, Villar San Costanzo, Dronero, Caraglio, Valgrana, Montemale).
Le differenze rispetto al torinese e al cuneese urbano sono minime, per lo più legate alla morfologia e alle intonazioni tipiche. Le divergenze più marcate si registrano nelle frazioni del Comune di Cuneo (tra cui Ronchi, San Pietro del Gallo, Passatore e San Benigno) e in alcuni Comuni dell'immediato circondario, dove sono presenti tra le altre queste particolarità e questi arcaismi: 
- presenza di esiti dittongati per il plurale di sostantivi e participi passati terminanti al singolare in -à: masnàj 'ragazzi', cugnàj 'cognati';
- presenza di metafonesi di ò tonica, per cui nòm 'nome' / neumi 'nomi'; òss 'osso' / euss 'ossa; tòch 'pezzo' / teuch 'pezzi'; bòsso 'spina' / beusso 'spine'; soe o seu 'suoi; toe o teu 'tuoi'). Gli esiti soe e toe rappresentano una fase metafonetica dittongata intermedia e, pertanto, antecedente a eu (*òj > oe > eu). Nell'area pre-alpina emergono sporadici (e ormai fortemente recessivi) episodi di metafonesi di à tonica, come si può vedere nell'opposizione tant 'tanto' / tènti 'tanti'.
- sporadiche cadute dell'elemento labiale nelle labiovelari sorde: cand 'quando', pasca 'pasqua';
- totale assenza del pronome clitico soggetto (l'ha dime 'mi ha detto' e non a l'ha dime), ad eccezione delle subordinate introdotte da un quantificatore;
- conservazione di -s alla seconda persona singolare dei verbi plurisillabici (ti cantes 'tu canti');
- presenza di lessemi come cora 'quando', après 'dopo', mèor 'maturo', tuba 'fumo', caon 'fondo', pòcc 'poco'.

Tra le innovazioni rispetto al torinese si registrano invece:
- perdita dell'opposizione tra il numerale maschile doi e quello femminile doe, che interessa gran parte dei dialetti della regione ad eccezione dei dialetti monregalesi rustici;
- evoluzione autonoma del nesso -àit ad -èit, già rilevata ai tempi di Biondelli (fàit > fèit 'fatto'; làit > lèit 'latte').

## Cuneese arcaico
Il cuneese arcaico è limitato ad alcune località della fascia pedemontana e delle basse valli alpine, ossia Vignolo, Bernezzo, Cervasca, Roccasparvera, Rittana, Boves, Peveragno, Chiusa Pesio, Roccavione e Robilante.
Oltre ai tratti già elencati in precedenza, esso risulta caratterizzato dalla presenza di un numero piuttosto elevato di fenomeni gallo-italici arcaici e da alcuni esiti in continuità con le parlate galloromanze, spesso ancora ben conservati, come:
- sporadici episodi di palatalizzazione di CA- e GA-, spesso limitato a usanze popolari, proverbi e modi di dire o all'ambito toponomastico: ciabra 'capra', ciabòt 'casolare di campagna', ciat 'gatto', mas-cia 'masca, strega'. Alcuni di questi termini sono diffusi anche nella prospiciente zona pianigiana, a Cuneo e nell'immediato circondario;
- perdita sistematica dell'elemento labiale nelle labiovelari sorde: cat 'quattro', caranta 'quaranta', cadre 'quadro', pasca 'pasqua'. Si tratta di un fenomeno attestato anche per il torinese del passato e che riemerge oggigiorno, sia pure in maniera decisamente recessiva, anche nella pianura cuneese;
- sporadiche conservazioni di /b/ intervocalica: ciabra 'capra', labèrna 'salamandra', ubaj 'lato all'ombra', sobre 'sopra';
- infinito in -a: cantà 'cantare', scotà 'ascoltare', vardà 'guardare'. Si ha un infinito in -àa a Robilante e Bernezzo, in -ò a Boves in seguito a velarizzazione della vocale accentata in posizione finale (mengiò 'mangiare', catò 'comprare').
- sporadiche conservazioni di desinenze sigmatiche al femminili, evidenti soprattutto in alcune frazioni montane di Boves (San Giacomo) e di Peveragno (Pradeboni). A Boves, tale conservazione riguarda occasionalmente i termini in nasale, del tipo montagnes 'montagne' o castagnes 'castagne'; a Peveragno, invece, la -s compare in maniera sporadica nell'articolo: as tegole 'le tegole'.

Altri fenomeni tipici del cuneese arcaico sono:
- Plurale in -è per participi passati e sostantivi terminanti in -à al singolare: masnà 'bambini' / masnè 'bambini'; catà 'comprata' / catè 'comprate'. In particolare, il fenomeno è attestato secondo questa modalità a Bernezzo, Boves, Peveragno e Chiusa Pesio; a Robilante le forme in -è compaiono esclusivamente per il femminile plurale, analogamente a quanto avviene in kje, dialetto dell'area monregalese, mentre a Vignolo riguardano il maschile plurale ma non il femminile. Forme in -è dovevano essere attestate un tempo anche a Roccasparvera, nonché in alcune frazioni del Comune di Rittana (Bergia e Scanavasse), dove si usano soluzioni come brè 'pantaloni'.
- Mancata generalizzazione del numerale maschile doi 'due' al femminile. Ciò avviene attraverso il mantenimento dell'opposizione doi /doe oppure attraverso la generalizzazione della forma femminile al maschile. Quest'ultima è diffusa a Bernezzo, Roccavione, Robilante e Boves, nonché in alcune varietà di tipo cuneese rustico come quelle di Valgrana e Cervasca.

## Cuneese di transizione con l'occitano
In questa zona intermedia rientrano le varietà alpine di Vernante, Moiola e Gaiola. Si tratta di una fascia di transizione dove, pur con la presenza di tratti che richiamano da vicino l’area galloitalica di pianura, sono ancora piuttosto evidenti e conservati fenomeni tipicamente galloromanzi. 

## Esempi di dialetto

### La parabola del Fioeu Trason

#### Dialetto di Cuneo
Un òm a l'ha avù doi fieui.

E 'l pì giovo ëd costi a l'ha dit al pare: "Pare, dème la mia part!" e chiel j'ha dàje lo ch'a-j tocava.

Passà chèich dì, radunàsse tut, ël fieul pì giovo s'è partìsne dë cà pr'ëd paìs lontan, e a l'ha mangià ël fèit sò ant le ribòte.

Quand l'ha avù consumà tut, j'è vnùje 'nt col paìs 'na carestìa, e chiel l'ha comensà patì la fam.

E l'è andàsne e s'è giustàsse con 'n sitadin ch'a l'ha mandàlo a soa campagna a governè i pòrs.

E l'avrìa vorsùsse parè la fam con d'agian ch'i crin mangiavo, e podìa gnanch avèine.

Tornà 'nt sè stèss, a l'ha dit: "Quante përsòne 'd servissi ant la cà ëd mè pare l'han ëd pan fin ch'a veulo, menter ch'mi sì i meuro ëd fam!"

Ah! I partireu, j'andreu dë mè pare e-j direu: Pare mi i l'heu mancà contra ël ciel e contra ëd voi;

i son pì nen degn d'essi ciamà vòst fieul; pième com 'na vòsta përsòna ëd servissi".

E, ausandse, s'è andàsne dë sò pare. E mentre ch'a l'era 'ncó lontan, sò pare l'ha conossùlo, e-j ha fàje compassion e, corendije 'ncontra, l'ha 'mbrassàlo e basàlo.

E 'l fieul a l'ha dìje: "Pare, mi i l'heu mancà contra ël ciel e contra ëd voi; mèrito pì nen d'essi ciamà vòst fieul".

E 'l pare l'ha dit aj domestich: "Prèst, tirè fòra ël vestì pì bèl e butèilo; dèje l'anèl ant ël dì e caussélo ëdcò bin!

Peui piè 'n vitèl bin grass e massèlo; veuj ch'i stago alegher.

Përchè 'sto fieul l'era mòrt e l'è arsussità; j'era pì nen e l'è tornà" e a s'è fàsse un bon past, e s'è mangiàsse.

Ël fieul pì vèj l'era 'n campagna; tornand a cà, quand l'è stàje vsin, a l'ha sentì ël tapage.

E l'ha ciamà un servitor '"còsa ch'a l'era lò?"

E chiel a l'ha dìje: "Vòst frèl a l'è tornà e vòst pare l'ha fèit massè 'n bèl vitèl grass përchè ch'l'è tornà san e salv".

Alora 'sto-sì l'è 'ndèit in còlera, e volìa pì nen ëntrè. Ma ël pare a l'è sortì e l'ha comensà a preghèlo.

E l'àut a l'ha dit a sò pare: "Mi, l'è tanti agn ch'i 'v servo sensa mai avéj mancà 'n èt, e j'éve mai dàme 'n cravòt dë mangèmlo con i mè amis;

Mentre ch'apena vnù 'sto vòst fieul, ch'a l'ha mangià tut ël fèit sò con dë bagasse, j'éve subit fèit massè 'n vitèl grass".

E 'l pare a-j ha dìje: "Oh, mè fieul, ti 't ses sempre con mi, e lò ch'i heu mi l'è tò;

Ma bsognava bin tratè fèsta, përchè 'sto tò frèl a l'era mòrt e l'è arsussità; s'era përdùsse, e a l'è tornà".

#### Dialetto di Ceva
A-j era un òm ch'a l'avìa doi fieui.

Ël pì giovo un dì a-j ha dìje: "Mè pare, dème tut lò ch'a 'm ven ëd mia part!" e 'l pare a-j ha dàje mèss ël sò patrimòni.

Dë lì a pòchi dì, dòp avèj dà ël bondì a tuti, a l'é partì e l'é 'ndàsse a fermé 'nt un paìs lontan dov, a fòrsa ëd désse al bel temp, a l'ha sgairà tut ël fàit sò.

E dòp d'avèj consumà tutcòss a l'avìa, a-j è sopragiont ënt col paìs una tal carestìa che 'sto fieul a comensava a conossi còss'l'era ël bisogno.

A l'é andà al servissi d'un paisan ch'a lo mandava a goardé ij animaj.

A 's sentìa desideri d'ampìsse la pansa dlë giand ch'i crin mangiavo, ma a trovava nsun ch'a-j në dèissa.

Tornand ënt chiel istèss, a l'ha dit: "Quanti servitor a stan bin a cà ëd mè pari, a mangio fin ch'a veulo e mi, pòvr disgrassià, i son condanà a murì sì ëd fame!

i veui partì, j'andreu a trové mè pare e-j direu: Mè pare, j'heu mancà contra ël ciel e contra ëd voi;

i son pì degn d'essi ciamà vòstr fieul, considerémi mach pì com un dij vòstri servitor".

A l'é partì e a l'é tornà dë sò pare. Quand a l'ha vist dë lontan sò pare, pià dë la compassion, a s'è nen podùsse tnì d'andéje ancontra, ëd sautéje al còl e 'd basélo.

Sò fieul a-j ha dicc: "Mè pare, j'heu mancà contra ël ciel e vers ëd voi, i son pì nen degn d'essi ciamà vòstr fieul".

Ma ël pare a l'ha dit aj sò domestich: "Su, portéje un vëstì neuv, déje un anèl a un pàira ëd scarpe;

e peui mné sì un vitèl bin grass, massélo, mangiomslo;

përché cost mè fieul a l'era mòrt e a l'é rescuscità, s'era përdùsse e i l'oma trovàlo" e a 's son butàsse a fé festa.

Ël pì grand dij doi fratèj, ch'a l'era 'n campagna, quand a l'é tornà e ch'a l'ha sentì tanta alegrìa,

a l'ha fàit vnì un servitor e a-j ha ciamàje còss a-j era ëd neuv;

chiel a-j ha rispòst: "Tò fratèl a l'é tornà e tò pare ëd tanta giòja l'ha fàit massé un vitèl grass përché a l'é tornà san e salv".

A l'é vnù la bile al primigenit, e a volìa pì nen entré an cà. Ma sò pare l'é surtì s'la pòrta e a l'ha pregàlo.

Chiel a-j ha rispòst: "Mè pare, a l'é già tanti ani ch'i 'v servo sensa trasgredì nsun dij vòstri ordini e i m'avì mai dàme solament un cravèt dë mangiélo con i mè amis.

Ma përché mè fratèl, ch'a l'ha sgairà tutcòss a l'avìa con ëd fomne dël bèl temp, a l'é tornà, voi 'j fèi subit massé un vitèl grass".

"Mè car fieul" a-j ha rispòst ël pare "ti t'é stà sempre con mi, e tutcòss a l'é mè, a l'é tò;

Absognava ben ch'i 'm ralegrèissa, përché tò fratèl l'era mòrt e a l'é resucscità; s'era përdùsse e i l'avoma tornàlo a trové".

#### Altre varianti
- Fossano:  N' òm a l'avìa doi fieui. E 'l pì giov a-j ha dìje: "Pare, dème la mia part ch'a 'm ven!" e 'l pare a l'ha fàit ël part. Chàich dì dòp a s'è andàsësne 'nt un paìs ben dëscòst, e a-j è pa 'ndàje vàre, ch'a l'ha fàit sauté tut, abandonandse a ògni sòrt ëd piasì.
- Caraglio: Un òm a l'avìa doi fieui. Ël pì giovo dij doi l'ha dit al pare: "Pare, dème lo ch'a 'm ven ëd mia part!" e 'l pare l'ha divis e-j ha dàje lò ch'a-j tocava. E dë lì a quàich dì, butà 'nsèm tut ël fàit sò, ël fieul pì giovo së 'n partìsne pr'un paìs lontan, dov l'ha fàit prà nèt ëd tut con vive dë spensierà.
- Torre Pellice: Un òm avìa dui fì. E lo pì giovo dì a sò pare: "Pare, doneme la part de ben che me ven!" e a-li ha partagià seui ben. E un pòch apreu, quand lo fì pì giovo ha agù tut rabastà, a se n'è anà fòra ent un paìs leugn, e là l'ha dessipà sò ben en vivand ent la desbàucia.
- Mondovì: Un òm o r'aìva dò fì. Ër pì zovo dij doe o r'ha dicc a sò pare: "Papà, dème 'r mè tòch dër facc mè!" e chel o r'ha spartì tra ëd chei ra ròba chë 'j vnàiva. Dë lì a pòci dì, rabarà tut, ër fì pì zovo o 's n'è andà 'nt un paìs dë lons e là o r'ha facc balè 'r facc sò vivend a boca ch'veutu.[5]

### Ona novella del Boccasc

#### Dialetto di Cuneo
I diso donque ch'ënt ij temp dël prim re 'd Cipro, dòp dla conquista dla Tèra Santa fàita dë Gottifrè di Buglione, a l'è arivàje che 'na sgnora ëd Guascògna a l'è andàita 'n pelegrignage al Sepolcro, e 'n ritornand, dë dontrè balòss s'è ricevùsse d'insult grossolan. E chila, lamentadsne sensa fin, l'ha pensà d'andè a fè le soe plente al re. Ma quaicun a l'ha dìje ch'a l'avrìa fàit un pertus ënt l'àqua, përchè l'era tan' dë pòch e bon a nen che, bin lontan ëd fè giustìssia dij tòrt dij àutri, në lassava ansi cori 'n'infinità ëd coi fàit a chiel istèss, con 'na viltà vergognosa, tant che chiunque l'avìa quàich crussi, 'ndasìa a sfoghèsse fasendije quàich figura. Sëntend so-sì cola fomna, disperà ëd vendichèsse, për consolèsse 'n pòch ënt ël sò dëspiasì, a s'è proponùsse 'd vorèj 'ntachè la pcitëssa ëd cost re, e l'è 'ndàje dnans ën piorand e a l'ha dìje: "Mè car Sgnor, mi i ven-o nen ën toa presensa përchè ch'i 'm speta 'na vendeta dl'ingiùria ch'l'è stàme fàita, ma për 'na sodisfassion i 't prego mach ëd mostrème comë it fas a sufrì cole ch'i sento che l'han fàte, përtant che imparand dë ti i peussa sufrì la mia con passiensa, che a sa Nossgnor comë volontè it la darìa, s'i podèissa, pòsto ch'it sas portèje così bin".

Ël re, ch'l'era stàit fin ënlora meusi e pigher, comë se a 's desvièissa dë durmì, comënsand dë l'ingiùria fàita a cola fomna, ch'a l'ha vendicà solenement, a l'è vnù 'n severissim persecutor ëd tut col che dë 'nlora 'n avanti a l'avèissa comèss quàich còssa contra l'onor dla soa coron-a.

#### Altre varianti
- Bagnasco: Com i disìo, quand a-j era ël re 'd Cipri, dë peui che Gotifrè di Buglion a-j ha fàit l'aquist ëd Tèra Santa, a l'è capità ch'na gran sgnora guascòn-a a l'è andà in pelegrinage al San Sepolcr e, tornand andré, arivà a Cipri, a-j è vnùje fàit oltragi dë 'd brigantaja.
- Bastia Mondovì: Donque i dìo che quand Cipri l'ha 'vù sò prim re, dòp che Gotifrè 'd Buglion l'ha conquistà la Tèra Santa, a-j è capitàje ch'una nòbil ëd Guascògna l'è 'ndàita 'n pelegrinage al Sepolcr, dë dovë tornad, arivà a Cipro, certi canajon l'han vilanament oltragiàla.
- Ceva: Dunque i digh che 'nt ij temp dij prim re 'd Cipri, dòp ch'a r'è stà pià ra Tèra Santa dë Gotifrè 'd Buglion, o-j è capitàje ch'na fomna gentil ëd Guastagna a r'è 'ndà 'n peregrinage àu Sepolcr, dër qual tornand, arivà 'n Cipri, a r'è stà barbarament insultà dë dij birbon.
- Govone: A digh donque che ant ij temp dël prim re 'd Cipri, dòp la conquista dla Tèra Santa fàita dë Gotifrè 'd Bujon, a l'è capità che una sgnora ëd Guascògna a l'è andàita 'n pelegrinage al San Sepolcr e ant ël tornè a cà, rivà 'n Cipri, a l'è stàita vilanament oltragià dë 'na partìa d'òmini pervèrs.
- Mondovì:  'Ndoca i diva che 'na vòta, 'nt ij temp dër prim re 'd Cipro, dòp che ra Tèra Santa a r'eva stàcia conquistà dë Gotifré 'd Bojon, j'é capitàje ch'na sgnora ëd Guascogna a r'é 'ndàcia 'n pelegrinage për lagiù dë lons land j'é o Sant Sepolcro; e tornand peu 'ndré, ruvà a Cipro, a r'é stàcia 'nsultà 'n tuce re manere dë 'na màniga ëd sassin e 'd balòss ch'i-j evo là.
- Saluzzo: I dìo dunque ch'al temp dël prim re 'd Cipri, dòp la conquista fàita ëd Tèra Santa dë Ciafré 'd Bojon, a l'è capità ch'una sgnora nòbila ëd Guascogna a l'è 'ndàita 'n pelegrinage al Sepolcro, dë dovë an tornand, arivà a Cipri, e lì dë quàich balòss e vilan a l'è svergognà.